# Le commando frappe à l'aube
Pour plus de détails, voir Fiche technique et Distribution.
Le commando frappe à l'aube (titre original : Commandos Strike at Dawn) est un film américain réalisé par John Farrow, sorti en 1942.

## Synopsis
Erik Toresen, veuf et homme pacifique, est attisé par la violence après l’occupation par les nazis de son paisible village de pêcheurs norvégien. Les abus allemands poussent Erik à former un groupe de résistance. Il tue le chef des nazis occupant son village, puis s’enfuit en Grande-Bretagne, et conduit des commandos britanniques à un raid sur une piste d’atterrissage secrète que les Allemands construisent sur la côte norvégienne.

## Fiche technique
- Titre original : Commandos Strike at Dawn
- Titre français : Le commando frappe à l'aube
- Réalisation : John Farrow, assisté d'Harve Foster (non crédité)
- Scénario : Irwin Shaw et C.S. Forester
- Photographie : William C. Mellor
- Montage : Anne Bauchens
- Musique : Louis Gruenberg
- Société de production : Columbia Pictures
- Pays de production :  États-Unis
- Format : Noir et blanc - 1,37:1 - Mono
- Genre : Film dramatique, Film historique, Film de guerre
- Dates de sortie : 
  - États-Unis : 30 décembre 1942
  - France : 30 juillet 1947

## Distribution
- Paul Muni : Eric Toresen
- Anna Lee : Judith Bowen
- Lillian Gish : Mme Bergesen
- Cedric Hardwicke : Amiral Bowen
- Ray Collins : Johan Bergesen
- Robert Coote : Robert Bowen
- Rosemary DeCamp : Hilma Arnesen
- Alexander Knox : Capîtaine allemand
- Elisabeth Fraser : Anna Korstad
- Richard Derr : Gunnar Korstad
- Erville Alderson : Johan Garme
- Barbara Everest : Mme Olav
- Rod Cameron : Pasteur
- Louis Jean Heydt : Karl Arnesen
- George Macready : Professeur
- Arthur Margetson : Colonel allemand
- Gertrude Hoffmann : Doyenne du village